# Jon Dekker
Jon Dekker (født 15. maj 1983) er en professionel amerikansk fodbold-spiller fra USA, der spiller for det professionelle United Football League-hold Florida Tuskers. Han har tidligere spillet i NFL hos Pittsburgh Steelers. Han spiller positionen tight end.